# Joséphine Guidy Wandja
Joséphine Guidy Wandja (Camarões, 1945) é uma matemática da Costa do Marfim. É a primeira mulher africana a obter um doutorado em matemática.

## Vida
Foi para a França aos 14 anos de idade. Frequentou o Lycée Jules-Ferry em Paris e depois a Universidade Pierre e Marie Curie. Sua dissertação de mestrado foi intitulada Sous les courbes fermées convexes du plan et les théorémes des quatre sommets (Under closed convex curves in the plane and the theorem of four peaks). Obteve um PhD na Universidade Félix Houphouët-Boigny, sendo a primeira mulher a obter um doutorado em matemática na África.

## Publicações
- Guidy Wandja, Joséphine, Yao crack en maths (em francês), Nouvelles Éditions africaines, 1985. ISBN 2723607356